# 我要活下去：澳洲內陸
《幸存者：澳洲內陸》是美國真人實境秀《幸存者》系列的第二季，於2001年1月28日首播。